# Нона Караджова
Вижте пояснителната страница за други личности с името Нона.
Нона Иванова Караджова е български политик и министър на околната среда и водите.

## Биография
Родена е в град Силистра на 28 август 1960 г. Завършва висше образование в УНСС със специалност „Икономика и организация на труда“. По-късно специализира публична администрация в Института за международно обучение, Вашингтон, САЩ. Между 1984 и 1991 г. работи в Икономическия институт на БАН. Нона Караджова е водеща преговорите по глава „Околна среда“ в процеса на присъединяване на България към ЕС.
До 2005 г. работи в Министерство на околната среда и водите, а от 2009 г. е министър на околната среда и водите в кабинета на Бойко Борисов.